# Emmanuel Uduaghan

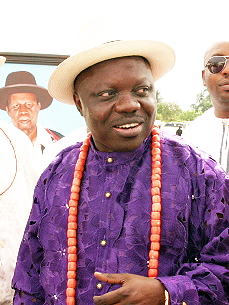
Emmanuel Ewatan Uduaghan bei einer traditionellen Hochzeit in Warri, Delta State 2012

Emmanuel Eweta Uduaghan (* 22. Oktober 1954) ist ein ehemaliger nigerianischer Politiker und Arzt. Bevor er Gouverneur wurde, war er Gesundheitsbeauftragter des Bundesstaates Delta und Sekretär der Landesregierung.

## Hintergrund
Emmanuel Eweta Uduaghan wurde am 22. Oktober 1954 im Verwaltungsbezirk Warri North im Bundesstaat Delta geboren. Er besuchte das Federal Government College in Warri (1968–1974) und die Universität von Benin (1975–1980) und erwarb einen Bachelor of Medicine and Surgery (MBBS) sowie ein Diplom in Anästhesie. Er ist verheiratet und hat zwei Kinder.
Emmanuel Uduaghan begann 1983 seine Tätigkeit als Betriebsarzt bei der Delta Steel Company. Von 1989 bis 1994 arbeitete er in verschiedenen Krankenhäusern, darunter im Westend Hospital in Warri, im Benoni Hospital in Benin City und im Shell Hospital in Ogunu, wo er als Anästhesist tätig war. 1994 eröffnete er eine private Arztpraxis. Er hatte verschiedene Positionen in der nigerianischen Ärztekammer in Warri sowie in den Bundesstaaten Bendel und Delta inne. Er engagierte sich außerdem in der Führungsentwicklungsorganisation Junior Chamber International (Jaycees).

## Politische Karriere
Am 6. August 1999 ernannte der Gouverneur des Bundesstaates Delta, James Onanefe Ibori, Emmanuel Uduaghan zum Gesundheitskommissar des Bundesstaates Delta. In dieser Position verbesserte er die Bezahlung des medizinischen Personals und modernisierte die Infrastruktur.
Er  war von 2007 bis 2015 Gouverneur des Bundesstaates Delta. Er trat sein Amt am 29. Mai 2007 nach einer Wahl ohne eindeutiges Ergebnis an und war Mitglied der People's Democratic Party (PDP). Er wurde 2011 wiedergewählt.
Emmanuel Uduaghan war Gründungsmitglied und Vorsitzender der All Nigeria Congress Association für den Verwaltungsbezirk Warri South, Gründer und Vorstandsmitglied der Grassroots Democratic Movement (GDM) sowie Gründungsmitglied der People’s Democratic Party (PDP).
Uduaghan kandidierte bei den Wahlen vom 26. April 2011 erneut für das Gouverneursamt und wurde wiedergewählt. Er erhielt 525.793 Stimmen, während Chief Great Ogboru von der Demokratischen Volkspartei (DPP) mit 433.834 Stimmen Zweiter wurde.
Am 29. August 2018 gab er offiziell bekannt, dass er die People’s Democratic Party (PDP) für die All Progressives Congress Partei (APC) verlassen hat. Im Jahr 2020 kehrte er jedoch zur PDP zurück. Im Jahr 2022 kündigte er seinen Rückzug aus der Politik an.
Am 9. Mai 2025 trat Uduaghan erneut der All Progressives Congress Partei (APC) bei. Sein Mitgliedsausweis wurde ihm in seiner Residenz im Bundesstaat Delta offiziell von Parteiführern überreicht, darunter Alero Tenumah, die All Progressives Congress - Frauenführerin (APC) von Delta South, und George Ino, Vorsitzender des APC-Bezirks 6 in Abigborodo. Seine Mitgliedsausweisnummer lautet WRN//023/32001.

## Persönliches Leben
Seine Frau Roli ist die Tochter von Brigadegeneral Sunny Tuoyo (im Ruhestand), einem ehemaligen Militärverwalter des Bundesstaates Ondo.